# 鉄嶺県
鉄嶺県（てつれい-けん）は中華人民共和国遼寧省鉄嶺市に位置する県。

## 歴史
明代に設置された鉄嶺衛を前身とする。清代に鉄嶺県（tiyeliyen）と改編され、1979年に県の一部を分割して鉄嶺市が成立した。

## 行政区画
12鎮、1郷、1民族郷を管轄する。
- 鎮：新台子鎮、阿吉鎮、平頂堡鎮、大甸子鎮、凡河鎮、腰堡鎮、鎮西堡鎮、蔡牛鎮、李千戸鎮、熊官屯鎮、橫道河子鎮、双井子鎮
- 郷：鶏冠山郷
- 民族郷：白旗寨満族郷

## 交通

### 鉄道
- 中国国家鉄路集団
  - 哈大旅客専用線
    - 鉄嶺西駅

  - 京哈線

### 道路
- 高速道路
  -  京哈高速道路
  -  遼中環状高速道路
- 国道
  -  G102国道

## 出身者
- 于珍 - 中華民国の軍人。奉天派。
- 阮振鐸 - 満洲国の政治家。満洲国文教大臣、交通大臣、経済大臣、外交大臣。
- 劉尚清 - 中華民国の政治家。奉天派。北京政府農工総長。国民政府内政部長。
- 劉翼飛 - 中華民国の軍人。奉天派、国民革命軍に属す。
- 張済新 - 中華民国の政治家。
- 疑遅 - 中華民国、満洲国の小説家。